# Кућа Димитрија Крсмановића
Кућа Димитрија Крсмановића се налази у улици Кнеза Симе Марковића 2, у Београду, на територији градске општине Стари град. Подигнута је 1898/1899. године и представља непокретно културно добро као споменик културе.

## Локација и изградња
Породица Крсмановић купила је плац на углу Богојављенске улице (данас Кнеза Симе Марковића) и Косанчићевог венца на лицитацији одржаној 10. новембра 1894. године од браће Бадемлић. На овој локацији се некада налазила кућа са кафаном породице Бадемлић која је срушена у бомбардовању Београда 1862. године.
Редовна процедура око пројектовања и изградње куће била је дуга уз бројна неслагања између породице Крсмановић, комшилука, Општине Београд и Министарства грађевинарства. Иако су урбанизациони планови за тај део града већ били урађени, будући облик ове четврти још увек није био сасвим јасан. Било је само извесно да је то „важно и угледно место“. Решење за проблем пронађено је у одлуци да се кућа „прилагоди у складу са постојећом зградом Епископије“. Након што је одлука донета, породица Крсмановић је почела да гради свој дом. Судећи по њиховој преписци, градња је почела у другој половини 1898. године, а завршила се крајем 1899. Породица Димитрија Крсмановића уселила се у ову зграду тек 1903. године. После Димитријеве смрти 1906. године, кућа је припала његовом сину Јовану који ју је 1955. године продао аустријској амбасади. Од тада је Амбасада републике Аустрије остала на овој локацији.

## Архитектура зграде
Кућа Димитрија Крсмановића, подигнута је као репрезентативна породична кућа према пројекту архитекте Милорада Рувидића у непосредној близини Саборне цркве и Београдске тврђаве. Подигнута на парцели веома оштрог угла, кућа је обликована са две бочне и једном уском централном фасадом.
Централна фасада је постала носилац целокупног академског репертоара – тространог еркера у приземљу завршеног балконом са балустрадом на првом спрату, прислоњених стубова са капителима и богате декоративне пластике. Чеону фасаду наглашавају и мансардни прозори барокизираних облика и пирамидална купола са лукарнама.
Бочне фасаде су решене на уобичајени академски начин – трочланом поделом по вертикали, степеновањем по висини и постављањем прозорских отвора у уобичајеном ритму.
Осим архитектонском, објекат се истиче и својом ликовном вредношћу, изразитим значајем за простор који чини околину Саборне цркве и Косанчићевог венца.